# هیگاشی‌ناری، اوساکا

بخش هیگاشی‌ناری با رنگ آبی پر رنگ مشخص شده‌است.

بخش هیگاشی‌ناری، اوساکا (به ژاپنی: 東成区 Higashinari-ku) یکی از مناطق ۲۴ گانه اوساکا در ژاپن است.